# 堀江湾

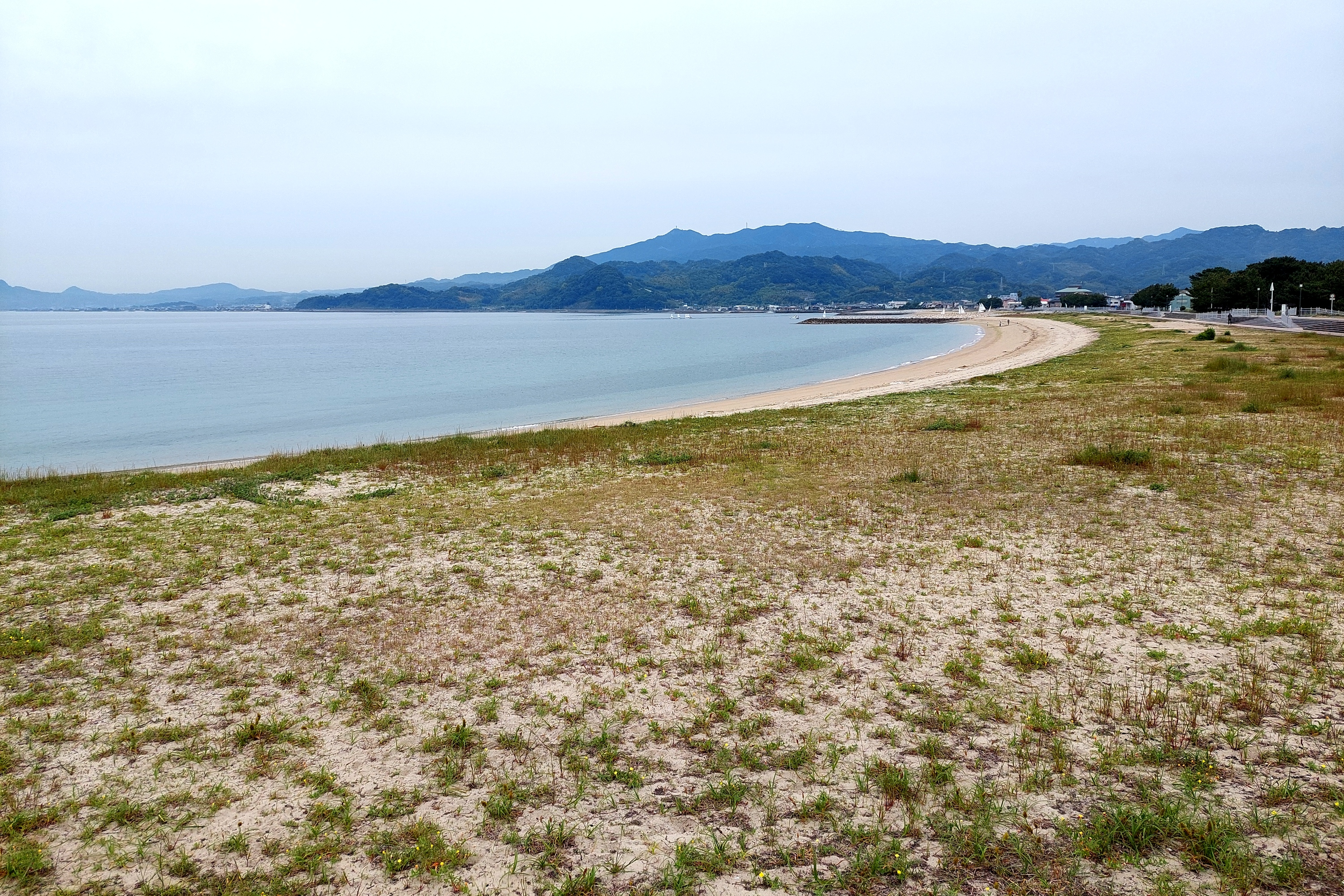
堀江湾

堀江湾（ほりえわん）は、愛媛県松山市の北部に位置する瀬戸内海の湾。斎灘に属する。
上代に熟田津（にきたつ）と呼ばれた場所は、三津浜かこの場所かは定かではない。湾の由来となった堀江港からは広島県呉市との間に呉・松山フェリーの航路が開設されていたが、2009年（平成21年）にしまなみ海道の料金値下げの影響で廃止された。また国鉄仁堀航路も運航されていたが、こちらは1982年（昭和57年）に廃止された。